# 朱载𡓝
莊敬太子朱載𡓝（1536年10月20日—1549年4月14日），明世宗朱厚熜庶次子，母王貴妃。

## 生平
朱載𡓝在嘉靖十五年（1536年）出生，明世宗賜名載𡓝。嘉靖十八年（1539年）立為太子。朱載𡓝侍父恭謹如拜神，曾说：“儿不敢时时举手者，以天在上也。”明世宗很满意。
嘉靖二十八年（1549年）三月因病去世，时年尚未满十三岁，临终北向再拜父亲，说：“儿去矣。”盘腿端坐而逝。明世宗颇为感动。追諡莊敬太子，葬天壽山园寝。